# Платцово
Платцово (рос. Платцово) — присілок в Вачському районі Нижньогородської області Російської Федерації.
Населення становить 75 осіб. Входить до складу муніципального утворення Арефинська сільрада.

## Історія
Від 2009 року входить до складу муніципального утворення Арефинська сільрада.

## Населення
| 1859 | 1905 | 1926 | 1999 | 2002 | 2010 |
| ---- | ---- | ---- | ---- | ---- | ---- |
| 214  | ↘152 | ↘145 | ↘76  | ↘61  | ↗75  |